# Symploce zarudniana
Symploce zarudniana är en kackerlacksart som beskrevs av Bei-Bienko 1963. Symploce zarudniana ingår i släktet Symploce och familjen småkackerlackor. Inga underarter finns listade i Catalogue of Life.